# Kamienica Rynek 3 w Lublinie
Kamienica Rynek 3 w Lublinie – zabytkowa trzypiętrowa, podpiwniczona kamienica na Starym Mieście w Lublinie (Rynek w Lublinie). Wpisana do rejestru zabytków pod numerem A/510 z dnia 14.06.1971. Znajduje się w zwartym ciągu zabudowy Rynku Starego Miasta, pomiędzy zabytkowymi kamienicami Klonowica i numer 4. Budynek jest podpiwniczony dwoma kondygnacjami piwnic. Fasada kamienicy swój obecny wygląd zawdzięcza przeprowadzonemu w 1954 roku remontowi.

## Historia
Pierwsza wzmianka o istnieniu w tym miejscu budynku pochodzi z 1554 roku. Jej właścicielem był Jan Stanifusor z Krakowa. W posiadaniu potomków Jana Stanifusora kamienica pozostawała do początku XVII w. W 1637 roku kamienica posiadała piętro i częściowo była w posiadaniu Andrzeja Nagotha. Do początku XX wieku wielokrotnie zmieniała właścicieli. W 1875 roku w miejscu attyki zbudowane zostało drugie pięto. W 1877 roku w kamienicy urodził się Aleksander Zelwerowicz. Fakt ten został upamiętniony umieszczeniem na fasadzie domu tablicy pamiątkowej.
W sieni kamienicy zachował się gotycki portal kamienny. W czasie inwentaryzacji w 1936 roku kamienica posiadała balkon na pierwszym piętrze.

## Literatura
- Piotr Kawałko i inni, Lublin Przewodnik, historia, co warto zobaczyć, mapy, noclegi, gastronomia, ciekawostki, Lublin: Wydawnictwo Archidiecezji Lubelskiej "Gaudium", 2012, s. 104, ISBN 978-83-7548-115-0.
- Teatr NN.pl Leksykon Lublin, Anna Malik – Rynek 3 w Lublinie.
- Kamienica, Rynek 3, Lubelska Fundacja Odnowy Zabytków w Lublinie, 2012-10-20